# Соблаго (озеро)
Соблаго — озеро в Пеновском муниципальном округе Тверской области России.
Вдоль берега озера проходит автодорога 28К-0001 М-9 — Андреаполь — Пено — Хитино и ж/д линия Великие Луки — Бологое.  

## Данные водного реестра
По данным государственного водного реестра России относится к Верхневолжскому бассейновому округу, водохозяйственный участок реки — Волга от истока до Верхневолжского бейшлота. Речной бассейн реки — (Верхняя) Волга до Куйбышевского водохранилища (без бассейна Оки).
Код объекта в государственном водном реестре — 08010100111110000000360.